# Schmiedel (Diakonische Einrichtung)
Der Schmiedel e. V., bis 2015 Verein der Schmiedelanstalten, in Nannhausen bei Simmern/Hunsrück erbringt vielfältige soziale und pädagogische Dienstleistungen. In den Geschäftsfeldern Evangelische Kinder-, Jugend- und Familienhilfe Schmiedel, Evangelische Behindertenhilfe Schmiedel Julius-Reuß-Zentrum und Evangelisches Bildungszentrum Schmiedel gGmbH arbeiten rund 230 Mitarbeitende. Der Schmiedel e. V. ist Mitglied im Diakonischen Werk Rheinland-Westfalen-Lippe e. V.

## Geschichte

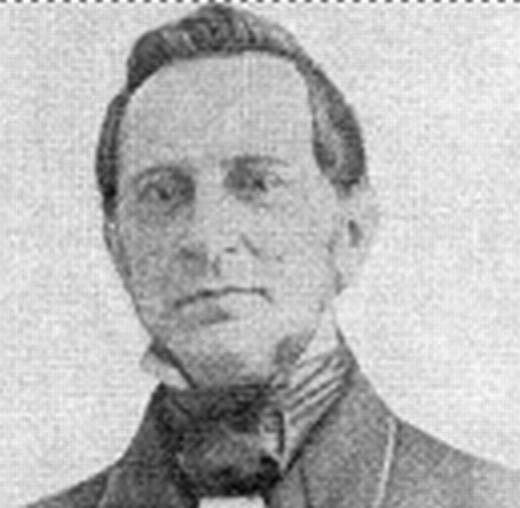
Pfarrer Julius Reuß, Gründer des Vereins der Schmiedelanstalten

1848 gab der Hamburger Pfarrer Johann Hinrich Wichern in einer spontan gehaltenen Rede auf dem Wittenberger Kirchentag den Anstoß zur Gründung des Centralausschusses für Innere Mission der deutschen evangelischen Kirche sowie in der Folge von Landes- und Provinzialvereinen. Der Provinzialausschuss für das Rheinland wurde am 27. Juli 1849 in Bonn gegründet. Der Kirchenkreis Simmern war durch den Simmerner Pfarrer und späteren Superintendenten Julius Reuß beteiligt.
Anlass war die zunehmende Verwahrlosung und Verelendung von Teilen der Bevölkerung in Deutschland im Zuge der Industrialisierung. Auf Initiative von Reuß und des Horner Vikars Albrecht Julius Schöler gründeten 1849 evangelische Bürger in Simmern einen Verein der Inneren Mission mit dem Ziel, auf dem Hunsrück ein Rettungshaus für Kinder aus verwahrlosten Verhältnissen aufzubauen.
In Michelbach wurde 1850 durch den Alterkülzer Pfarrer Bartels ein erstes Pflegehaus für sieben Jungen eröffnet. Im September 1851 erfolgte dann der Umzug in das erste Haus "Auf dem Schmiedel", das Mutterhaus, nachdem das Gelände zwischen Simmern und Nannhausen günstig erworben werden konnte. Zunächst wohnten im Mutterhaus zwölf Jungen und der erste Hausvater Vonfarra. Nach dem Bau des zweiten Hauses konnten ins Mutterhaus, das auch die Küche der Anstalt beherbergte, Mädchen einziehen.
Pfarrer Reuß war als Vorsitzender des Vereins zugleich für die Anstalt, die er zu seinem Lebenswerk machte, verantwortlich. Er wurde auf seinen Wunsch nach seinem Tode am 4. Februar 1883 auf dem Anstaltsfriedhof begraben. Sein Grab wird noch heute in Ehren gehalten.
Die Anstalten wurden aufgrund der hohen Nachfrage nach Unterbringungsmöglichkeiten stetig erweitert. Von Anfang an war der Schmiedel als Gemeinschaftswerk für die Kirchenkreise des gesamten „Rheinischen Oberlandes“ und darüber hinaus gedacht.
Im Frühjahr 1857 rief Pfarrer Albrecht Julius Schöler anlässlich des 300-jährigen Jubiläums der Einführung der Reformation im Herzogtum Pfalz-Simmern durch Kurfürst Friedrich den Frommen zur Gründung einer Konfirmandenanstalt in Zusammenarbeit mit dem Gustav-Adolf-Werk auf. Diese Konfirmandenanstalt diente der evangelischen Erziehung von Konfirmanden im Alter von 12 bis 14 Jahren aus den vorwiegend katholischen Gebieten des Rheinlandes, der Eifel und bis 1914 des Elsass. Die Konfirmandenanstalt wurde unter die Verwaltung des Schmiedel-Vorstandes gestellt und gehörte zusammen mit der Rettungsanstalt zum „Verein der Schmiedelanstalten“. Erster Hausvater war Karl Röhrig.
Von 1869 bis 1904 bestand auf dem Schmiedel eine private Präparandenanstalt für etwa 20 bis 30 Zöglinge zur Vorbildung von Absolventen der Volksschulen für eine Volksschullehrerausbildung an den Lehrerseminaren, wie zum Beispiel in Neuwied. Von den 286 hier unterrichteten Zöglingen, worunter sich auch fünf Mädchen befanden, wurden zwölf später Schul-Rektoren. Seit 1873 leitete der Lehrer Friedrich Saynsche (* 1837 in Koblenz), der zugleich hier mit dem Hausvater Karl Röhrig (1836–1907) auch Lehrer für die evangelischen Kinder in den Schmiedelanstalten und von Nannhausen war, die Präparandenanstalt. Zudem unterrichtete er nebenamtlich in den Wintermonaten auch an der Landwirtschaftsschule in Simmern.
Mit der Einführung der – nur selten ausgesprochenen – staatlichen Fürsorgeerziehung 1922/24 im Reichsjugendwohlfahrtsgesetz verlor die Rettungsanstalt einen Teil ihrer Bedeutung. 1939 wurden die bisherigen Einrichtungen im Zuge der „Entkonfessionalisierung“ in der Endzeit des Kirchenkampfs durch die NS-Regierung aufgelöst bzw. zum „Kinderheim auf dem Schmiedel“ zusammengefasst. Nach Ende des Krieges bis 1959 wurden die Häuser zeitweise von Waisenhäusern gemietet, als französisches Kindererholungsheim und schließlich als Kinderheim für Erholungskinder aus den nahen Städten genutzt.
Seit 1960 lebten im Schmiedel Kinderheim nun nicht mehr ausschließlich Waisen, sondern familienlose Kinder im weitesten Sinne (uneheliche, ungewollte und missbrauchte Kinder sowie Kinder von Inhaftierten). In den 1970er Jahren gab es die ersten Versuche, junge Menschen auch außerhalb von Einrichtungen betreut wohnen zu lassen.

## Der Schmiedel heute
Auch heute noch ist der Schmiedel e. V. in unterschiedlichen Geschäftsfeldern engagiert.
Die Evangelische Kinder-, Jugend- und Familienhilfe Schmiedel bietet auf dem Schmiedel-Stammgelände sowie in vielen Wohngruppen in den benachbarten Orten intensive Unterstützung zur sozialen Integration und einer eigenverantwortlichen Lebensführung der jungen Menschen.
1986 entschied sich der Verein, in Kastellaun ein Wohnheim für Menschen mit intellektueller Beeinträchtigung zu bauen. 1998 konnte dann das Julius-Reuß-Zentrum eröffnet werden.
2007 entstand als dritte Säule das Evangelische Bildungszentrum Schmiedel gGmbH, das benachteiligten Jugendlichen die Möglichkeit eröffnet, eine Berufsausbildung zu absolvieren und sich auf die Berufswelt vorzubereiten.
In einem Gebäude auf dem Schmiedel hat die kreuznacher diakonie ein sozialpädiatrisches Zentrum eingerichtet. Ein weiteres wurde für Kurzzeitpflege über mehrere Jahre hinweg bis Ende 2008 von der Evangelischen Altenhilfe und Krankenpflege Nahe-Hunsrück-Mosel, einer gemeinsamen Einrichtung von kreuznacher diakonie und den Kirchenkreisen Simmern-Trarbach und An Nahe und Glan, genutzt.

## Schmiedelpark
Auf dem großen Schmiedel-Stammgelände gibt es seit 2002 auch den sogenannten Schmiedelpark. Auf einer Fläche von rund 60.000 m² können Kinder, Jugendliche und Erwachsene bei freiem Eintritt ihre Freizeit verbringen. Mit seinen Spazierwege, Spielgeräten, Rutschen, mit dem Tiergehege und dem Sinnespfad ist der Schmiedelpark ein beliebtes Ausflugsziel.
Seit 2022 gibt es am Rande des Schmiedelparks einen Bikepark. Fünf Strecken mit unterschiedlichen Schwierigkeitsgraden können Kinder, Jugendliche und Erwachsene mit ihren Laufrädern und Mountainbikes befahren.